# Gare de Picon-Busserine
Gare de Saint-Martin-de-Crau – przystanek kolejowy w Marsylii, w departamencie Delta Rodanu, w regionie Prowansja-Alpy-Lazurowe Wybrzeże, we Francji.
Jest przystankiem kolejowym Société nationale des chemins de fer français (SNCF), obsługiwanym przez pociągi TER Provence-Alpes-Côte d’Azur.

## Położenie
Znajduje się na linii Pertuis – Marsylia, pomiędzy stacjami  Marseille-Saint-Charles i Sainte-Marthe-en-Provence.